# Kaga (Nigeria)
Kaga es una localidad del estado de Borno, en Nigeria, con una población estimada en marzo de 2016 de 126 400 habitantes.
Se encuentra ubicada al noreste del país, cerca de la frontera con Camerún, Chad y Níger.